# Зграда „Крагујевац” у Панчеву
Зграда „Крагујевац” у Панчеву подигнута је у другој половини 19. века и представља непокретно културно добро као споменик културе.
Зграда је изграђена у духу романтизма, као угаони спратна грађевина, неправилне основе, са собама на спрату и локалом у приземљу. Грађена је од опеке у кречном малтеру. Међуспратна конструкција између подрума и приземља је свод зидан од опеке, а између приземља и спрата – дрвена. Кров је сложен, са покривачем од бибер црепа. Фасада је хоризонталним венцем подељена на два дела и некада је била богато декорисана. Прозори у приземљу су лучно засведени, док су на спрату равно завршени. У простору између спрата и приземља налазе се касете са мотивима шкољки. 
Осим архитектонске и културно-историјске вредности, као објекат је јасно дефинисане намене и функционалне организације простора, у коме се налазио један од првих хотела у Панчеву, овај споменик културе је значајан и као саставни део старог и још неуништеног пристанишног дела града, који сведочи о урбанизму панчевачког приобаља и његовом спонтаном развоју.